# سیارک ۲۵۴۵۶
سیارک ۲۵۴۵۶ (به انگلیسی: 25456 Caitlinmann، نامگذاری:1999XQ12) بیست و پنج هزار و چهارصد و پنجاه و ششمین سیارک کشف شده‌است که در ۵ دسامبر ۱۹۹۹ کشف شد.
قدر مطلق سیارک برابر ۱۲.۳ است.